# Huracan (motocicleta)
Huracan fue una marca catalana de motocicletas y motocarros, fabricados por la empresa Huracan Motors S.A. en Barcelona entre 1955 y 1965 (otras fuentes mencionan el 1956 como año de su fundación). Las motocicletas Huracan iban equipadas con motores Hispano Villiers de 125, 197 y 250 cc y destacaban por su belleza de líneas.
La empresa, fundada por José María Duran Balet, empezó en un local del Poblenou  de Barcelona y se trasladó en octubre de 1958 a unas naves de la calle Almogávares (concretamente, al número 122). Durante los años en que tuvo actividad, Huracan fabricó más de 2.000 unidades de vehículos.

## Producción
La producción se inició fabricando motocarros y un modelo de motocicleta, cambiados el 1957 por otros modelos más atractivos y una microfurgoneta de cuatro ruedas de solo 3,1 metros de longitud, llamada F-197 (con motor Hispano Villiers 197 cc), la cual recordaba las DKW de aquella época. Se construyeron pocas unidades.

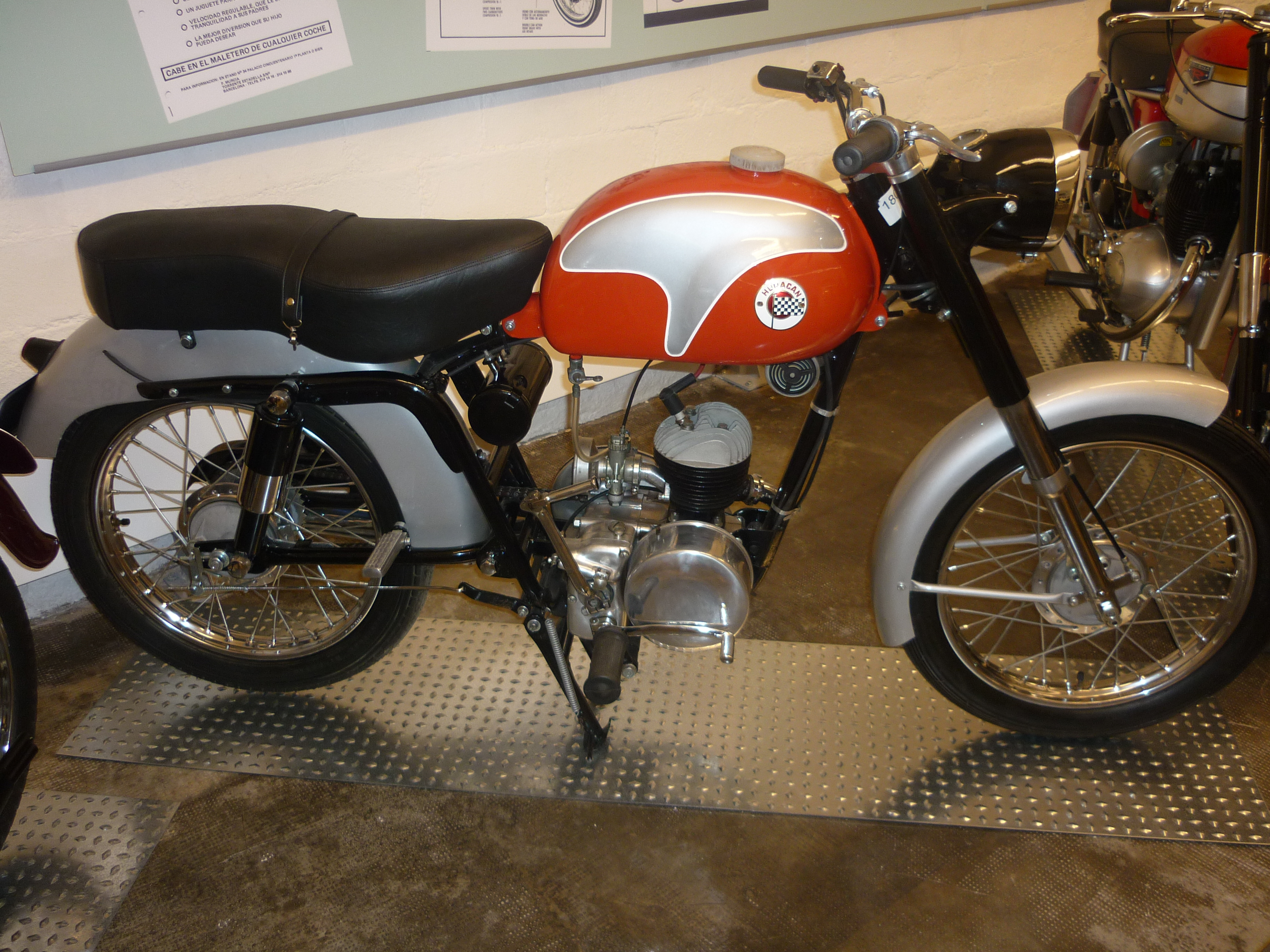
Huracan Oxford 125cc de 1960

El 1958, Huracan probó suerte dentro del campo de los microcotxes y presentó en la Feria de Muestras de Barcelona un "Minicar", dotado del motor Hispano Villiers de 197 cc. Su diseño era obra del antiguo piloto de motociclismo y fabricante de las motocicletas Alpha, Nilo Masó. Este vehículo, muy exitoso tecnológicamente, aprovechaba alguna de las soluciones ya empleadas a la microfurgoneta F-197. El alto precio a que se vendía -unas 60.000 pts- similar del Seat 600 de la época, hizo inviable su comercialización en serie (se dijo también que la administración franquista había puesto trabas a su comercialización, cosa habitual entonces).
El 1959 se diseñó un vehículo de características similares a la F-197 pero de líneas más futuristas, concebido para el transporte, denominado F-323, con motor Hispano Villiers 323 cc. Este nuevo vehículo no pasó de la fase de prototipo.
Aquel mismo año se presentó el modelo T-1.000, un triciclo tractor con pequeño semirremolque apto para 750 kg de carga, y la Motofurgoneta M-202, un motocarro de aspecto simple que tuvo muy buena acogida. Además de estos dos modelos, Huracan siguió produciendo los motocarros tradicionales, pero la evolución del mercado hacia otro tipo de vehículos (utilitarios y turismos de gamma mediana y modelos comerciales o furgonetas derivadas) hizo que la empresa tuviera que cerrar las puertas el 1965. Antes, pero, todavía pudo desarrollado algunos karts de varias cilindradas, destinados a las pistas de alquiler y competición.